# 魔界戦記ディスガイア6
『魔界戦記ディスガイア6』（まかいせんきディスガイアシックス）は、日本一ソフトウェアが開発・発売したシミュレーションRPG。魔界戦記ディスガイアシリーズのナンバリング第6作。
2021年1月28日にNintendo Switch版とPlayStation 4版が発売され、2022年6月16日にはPlayStation 5版が、同年6月28日（日本時間では6月29日）にはSteam版が発売された。

## 概要
魔界戦記ディスガイアシリーズの6作目。ナンバリングタイトルとしては前作『魔界戦記ディスガイア5』以来およそ6年ぶりの発売となる。これまでドット絵で表現されてきたグラフィックが一新され、シリーズ初となる3D描写を採用。本作よりPS5版も発売された他、レイティングは『ディスガイア5』よりも一段階高いCERO：C（15才以上対象）となった。
PS4/Switchパッケージ版は初回限定版も発売される。豪華三方背BOX、設定資料集、2枚組のサウンドトラックCDが付属する。

## システム
パラメーターの最大値上昇
シリーズの特色である桁違いなパラメータ値がさらに上昇。最大レベルは9999から9999万に、理論上の最大ダメージも9999京というはるかに高い数値に引き上げられた。

## 登場人物
ゼット
声 - 笹島かほる

ビーコ
声 - 小原莉子

ケルベロス
声 - 川上晃二

シュセンドル
声 - 菊池通武

魔王イヴァール
声 - 堀江一眞

メロディア
声 - 七海こころ

虹野ぴより
声 - 和泉風花

マジョレーヌ
声 - 中上育実

破壊神

ラハール
声 - 水橋かおり

エトナ
声 - 半場友恵

フロン
声 - 笹本優子

## 売上
日本では、発売初週（2021年1月25日～2021年1月31日）でNintendo Switch版が23,551本、PlayStation 4版が15,761本の売上を記録した。